# Berdó Péter
Berdó Péter (Debrecen, 1993. január 14. –) magyar labdarúgó, jelenleg a Hajdúszoboszlói SE játékosa.